# یواس‌اس گرنیت (۱۸۶۲)
یواس‌اس گرنیت (۱۸۶۲) (به انگلیسی: USS Granite (1862)) یک کشتی بود که طول آن not known بود.